# 英州镇
英州镇，是中华人民共和国海南省陵水黎族自治县下辖的一个乡镇级行政单位，位于县镜西南端，东北距县城椰林镇24公里，东与隆广镇、新村镇接壤，西与三亚市南田农场毗邻，北部隔廖次岭与保亭县的六弓乡交界，南临南海。全镇海岸线长18.67公里，总面积132.4平方公里，总人口39954人，其中黎族人占总人口的72%。海南环线高速公路和223国道贯穿英州镇，交通便利。

## 行政区划
英州镇下辖以下地区：
英州村、天堂村、大坡村、俄仔村、古楼村、五合村、军田村、万安村、红鞋村、岗山村、新坡村、大石村、田仔村、母爸村、疗次村、高土村和赤岭村。